# Kaz Garas
Kaz Garas (* 4. März 1940 in Kaunas, Litauen als Kazimieras Gaižutis) ist ein litauisch-US-amerikanischer Schauspieler und Filmproduzent, der von 1966 bis 2004 aktiv war.

## Leben
Garas wurde als Kazimieras Gaižutis in Litauen geboren. Nach dem Ende des Zweiten Weltkriegs immigrierte die Familie im Juli 1949 in die Vereinigten Staaten, wo er in Watertown im US-Bundesstaat Connecticut aufwuchs. Nach dem Ende seiner Schulzeit studierte er an der University of Connecticut.
1962 heiratete er Nancy Patricia Hausman; aus der geschiedenen Ehe stammen die beiden Kinder Alex und Kathy. Die Familie lebte im Benedict Canyon in Westside.
Im Jahr 2004 zog sich Garas von der Schauspielerei zurück; er lebt in Portland im US-Bundesstaat Oregon.

## Karriere
Garas begann seine Karriere vor der Kamera im Jahr 1966 mit einer Gastrolle in der Fernsehserie Seaway. Es folgten zahlreiche Gast- und Nebenrollen in weiteren Fernsehserien. Seinen Durchbruch hatte er 1969 an der Seite von Anthony Quayle und Anneke Wills als Hamlyn Gynt in 16 Folgen der britischen Krimiserie Spezialauftrag. Zu dieser Zeit lebte er mit seiner Familie im Stadtteil Knightsbridge des Londoner Stadtbezirks City of Westminster. Die Serie erschien zwei Jahre später auch in den Vereinigten Staaten.
Nach dem Ende der nur eine Staffel umfassenden Serie war er erneut in Fernsehserien und Filmen zu sehen, darunter in Ben, Fast Gun, Hart aber herzlich, im Pilotfilm zu Wonder Woman als Steve Trevor an der Seite von Cathy Lee Crosby, in Hawaii Fünf-Null, Starsky & Hutch, Naked Vengeance und in Mean Creek als Detective Wright – seine letzte Rolle vor der Kamera. Er spielte sieben Mal einen Sheriff in Filmen wie Die Verblendeten, Die Rückkehr der Piranhas, Humanoids From the Deep und Final Mission. Er war Ende der 1960er-Jahre auch in anderen britischen sowie in französischen Produktionen zu sehen, so in Die letzte Safari und in Der Mann, der mir gefällt.
Garas besaß in den 1970er-Jahren auch ein Fotostudio in West Hollywood und trat als Produzent in Erscheinung. So produzierte er mit Partnern drei Independent-Filme, darunter mit Tom Baker († 1982) den Film Bongo Wolf’s Revenge, der in Australien, im Vereinigten Königreich und im deutschen Fernsehen veröffentlicht wurde. Der Film liegt heute in einer restaurierten Version von Lost Reels vor.
Im deutschen Sprachraum wurde Garas, der oft mit Don Stroud verwechselt wurde, unter anderem von Alexander Allerson, Rüdiger Bahr, Hartmut Becker, Detlef Bierstedt, Christian Brückner, Hans-Werner Bussinger, Wolfgang Condrus, Andreas Conrad, Berno von Cramm, Thomas Danneberg, Bert Franzke, Lothar Grützner, Rüdiger Joswig, Claus Jurichs, Joachim Kemmer, Martin Kessler, Klaus Kindler, Raimund Krone, Norbert Langer, Jürg Löw, Philipp Moog, Peter Musäus, Christian Olsen, Harald Pages, Tommi Piper, Leon Rainer, Knut Reschke, Joachim Richert, Michael Rüth, Norbert Schwarz, Michael Schwarzmaier, Joachim Tennstedt, Peter Thom und Marlin Wick synchronisiert.

## Filmografie (Auswahl)
- 1966: Seaway (Fernsehserie)
- 1966: The Trials of O’Brien (Fernsehserie)
- 1966: Brillanten-Razzia
- 1967: Die letzte Safari
- 1969: Rauchende Colts (Fernsehserie)
- 1969: The Name of the Game (Fernsehserie)
- 1969: Der Mann, der mir gefällt
- 1969: Spezialauftrag (Fernsehserie)
- 1970: Die Leute von der Shiloh Ranch (Fernsehserie)
- 1970: Dan Oakland (Fernsehserie)
- 1970: Die Assistenzärzte (Fernsehserie)
- 1971: Twen-Police (Fernsehserie)
- 1971: High Chaparral (Fernsehserie)
- 1971: The Sheriff (Fernsehfilm)
- 1971: The City (Fernsehfilm)
- 1968–1971: FBI (Fernsehserie)
- 1972: Adam-12 (Fernsehserie)
- 1971–1972: Nachdenkliche Geschichten (Insight ; Fernsehserie)
- 1972: Ben
- 1972: Neu im Einsatz (Fernsehserie)
- 1970–1972: Dr. med. Marcus Welby (Fernsehserie)
- 1972: Teufelskreis der Angst (Fernsehserie)
- 1972: Der Chef (Fernsehserie)
- 1972: Los Angeles 1937 (Banyon; Fernsehserie)
- 1972–1973: Owen Marshall – Strafverteidiger (Fernsehserie)
- 1973: Shaft (Fernsehserie)
- 1973: Griff (Fernsehserie)
- 1973: The Wide World of Mystery (Fernsehserie)
- 1973: The Snoop Sisters (Fernsehserie)
- 1974: Wonder Woman (Fernsehfilm)
- 1974: Barnaby Jones (Fernsehserie)
- 1975: The Manhunter (Fernsehserie)
- 1975: Make-Up und Pistolen (Fernsehserie)
- 1975: Last Hours Before Morning (Fernsehfilm)
- 1975: Traumhaus für Zwei
- 1973–1975: Cannon (Fernsehserie)
- 1976: Die Küste der Ganoven (Fernsehserie)
- 1976: Joe Forrester (Fernsehserie)
- 1976: Spencers Piloten (Fernsehserie)
- 1976: Most Wanted (Fernsehserie)
- 1974–1977: Police Story – Immer im Einsatz (Fernsehserie)
- 1973–1977: Die Straßen von San Francisco (Fernsehserie)
- 1977: Murder in Peyton Place (Fernsehfilm)
- 1978: CHiPs (Fernsehserie)
- 1978: The Fisher Family (Fernsehserie)
- 1979: Wonder Woman (Fernsehserie)
- 1979: Starsky & Hutch (Fernsehserie)
- 1968–1979: Hawaii Fünf-Null (Fernsehserie)
- 1981: Riker (Fernsehserie)
- 1982: The Phoenix (Fernsehserie)
- 1982: Massarati (Fernsehfilm)
- 1982: Der Junge vom anderen Stern (Fernsehserie)
- 1982: Hart aber herzlich (Fernsehserie)
- 1982: Devlin Connection (Fernsehserie)
- 1982: Seven Brides for Seven Brothers (Fernsehserie)
- 1983: Bay City Blues (Fernsehserie)
- 1982–1984: Ein Duke kommt selten allein (Fernsehserie)
- 1984: Final Mission
- 1984: Der Ninja-Meister (Fernsehserie)
- 1984: Agentin mit Herz (Fernsehserie)
- 1984: Caulfields Witwen (Fernsehserie)
- 1985: Das A-Team (Fernsehserie)
- 1985: Mad End
- 1986: Force Commando
- 1987: Cameo by Night (Fernsehfilm)
- 1988: California Clan (Fernsehserie)
- 1988: Fast Gun
- 1990: Yellowthread Street (Fernsehserie)
- 1990: The New Adam-12 (Fernsehserie)
- 1991: Death Falls
- 1993: Fire Line – Die große Chance
- 1994: Puppet Master 5 (Video)
- 1995: Die Rückkehr der Piranhas (Fernsehfilm)
- 1995: Die Verblendeten (Dazzle; Fernsehfilm)
- 1995: Dr. Quinn – Ärztin aus Leidenschaft (Fernsehserie)
- 1996: Pistol Pete (Fernsehfilm)
- 1996: Das Grauen aus der Tiefe (Fernsehfilm)
- 1997: Emergency Room – Die Notaufnahme (Fernsehserie)
- 1999: Bei Geburt vertauscht (Fernsehfilm)
- 2003: The Skin Horse
- 2004: Mean Creek